# Saint-Pierre-Quiberon
Saint-Pierre-Quiberon (bret. Sant-Pêr-Kiberen) – miejscowość i gmina we Francji, w regionie Bretania, w departamencie Morbihan.
Według danych na rok 1990 gminę zamieszkiwały 2184 osoby, a gęstość zaludnienia wynosiła 290 osób/km² (wśród 1269 gmin Bretanii Saint-Pierre-Quiberon plasuje się na 280. miejscu pod względem liczby ludności, natomiast pod względem powierzchni na miejscu 929.).